# Just-in-time (produkcja)
Just-in-time (JIT) (z ang. dokładnie na czas) – metoda zarządzania stosowana w celu redukcji pracy w toku (ang. work in progress) i poziomu zapasów w procesach produkcyjno-magazynowych.
JIT to drugi, obok jidoki, filar Systemu Produkcyjnego Toyoty, w oparciu o który rozwinęła się koncepcja lean management. Za pomysłodawcę tej metody uważany jest Kiichirō Toyoda.

## Opis
JIT pozwala na zsynchronizowanie wszystkich czynności w procesie dzięki wykorzystaniu systemu ssącego oraz ciągłego przepływu. W tej metodzie wykorzystywane są kanbany, które wyznaczają kiedy procesy produkcyjne powinny zostać uruchomione. Kolejny zapas jest zamawiany w momencie, gdy zostanie osiągnięte minimum magazynowe – dzięki temu minimalizuje się wykorzystywaną powierzchnię i koszty magazynowania.
Jedną z przeszkód w systemie JIT jest fakt, że poziom minimum magazynowego determinowany jest przez historię zapotrzebowania. Jeśli zapotrzebowanie wzrasta powyżej planowanego na podstawie przeciętnych danych z poprzednich okresów, przedsiębiorstwo może wyczerpać wszystkie zapasy i spotykać się z zażaleniami ze strony klienta. Aby zapewnić 95-procentową sprawność obsługi powinno się wprowadzić minimum dwa odmienne standardy zarządzania zapasami na bezpiecznym poziomie. Przewidywany poziom zapotrzebowania powinien być planowany na podstawie kanbanów do czasu, kiedy nie będzie można ustalić trendów.
Stosowanie metody JIT wymaga bardzo dobrze zsynchronizowanego procesu i bardzo zdyscyplinowanych dostawców.

## Korzyści z wdrożenia JIT
- usprawniony przepływ materiałów
- efektywniejsze wykorzystanie pracowników
- minimalizacja miejsca magazynowego
- zmniejszona możliwość przeterminowania bądź zniszczenia zapasów
- poprawa jakości
- zwiększenie produktywności